# أندرو جي. بيرس
أندرو جي. بيرس (بالإنجليزية: Andrew G. Pierce)‏ هو سياسي أمريكي، ولد في 9 أغسطس 1829 بنيو بدفورد في الولايات المتحدة، وتوفي في 11 سبتمبر 1903. حزبياً، نشط في الحزب الجمهوري.